# Judoka
Judoka (柔道家?, jūdōka) letteralmente si traduce come uomo del jūdō. Indica una persona che segue e/o pratica la filosofia della "via della cedevolezza" (cfr. jūdō).
La capacità di un allievo o kyū è indicata dal colore della sua cintura. In ordine di bravura crescente: bianca, gialla, arancione, verde, blu, marrone e nera.
Durante un allenamento i judoka si suddividono in tori (colui che porta la tecnica) e uke (受け colui che subisce la tecnica).